# ضفدع شبه دلماسي
ضفدع شبه دلماسي (الاسم العلمي: Rana pseudodalmatina) هو نوع من الحيوانات يتبع جنس الضفدع الحقيقي من فصيلة الضفادع الحقيقية.